# Deborah Raffin
Pour les articles homonymes, voir Raffin.
Deborah Iona Raffin est une actrice, productrice, réalisatrice et scénariste, et éditrice américaine, née le 13 mars 1953 à Los Angeles, en Californie (États-Unis), et morte le 21 novembre 2012.

## Biographie
Elle est la fille de l'actrice hollywoodienne Trudy Marshall et du restaurateur Philipp Jordan Raffin.
Elle épouse en 1979 le producteur et musicien américain Michael Viner avec qui elle aura un fils. Ils divorcent en 2005. Michael Viner meurt en 2009.
Elle décède le 21 novembre 2012 à Los Angeles d'une leucémie, elle est enterrée au Hillside Memorial Park.

## Filmographie
Sauf indication contraire, les informations mentionnées dans cette section peuvent être confirmées par la base de données cinématographiques IMDb,  présente dans la section « Liens externes ».

### Actrice

#### Cinéma
- 1973 : Quarante carats (Forty Carats) de Milton Katselas : Trina Stanley
- 1974 : La Grande Traversée (The Dove) de Charles Jarrott : Patti Ratteree
- 1975 : Une fois ne suffit pas (Jacqueline Susann's Once Is Not Enough) de Guy Green : January
- 1976 : Meurtres sous contrôle (God Told Me To) de Larry Cohen : Casey Forster
- 1977 : La Sentinelle des maudits (The Sentinel) de Michael Winner : Jennifer
- 1977 : Un million de dollars par meurtre (en) (The Ransom) de Richard Compton : Cindy Simmons
- 1978 : Hanging on a Star de Mike MacFarland : Katie Ross
- 1980 : Touched by Love de Gus Trikonis : Lena Canada
- 1983 : Pris au piège (en) (Dance of the Dwarfs) de Gus Trikonis : Dr Evelyn Howard
- 1983 : Grizzly II (en) (Grizzly : The concert) d'André Szöts : Samantha Owens
- 1985 : Claudia (Claudia's story) d'Anwar Kawadri  : Claudia
- 1985 : Le Justicier de New York (Death Wish 3) de Michael Winner  : Kathryn Davis
- 1991 : Scanners II : La Nouvelle Génération (Scanners II: The New Order) de Christian Duguay : Julie Vale
- 1993 : Morning Glory (en) de Steven Hilliard Stern : Elly Dinsmore

#### Télévision

##### Séries télévisées
- 1979 : The Last Convertible : Chris Farris (mini-série)
- 1981 : Foul Play (en) : Gloria Munday (10 épisodes)
- 1984 : Histoires singulières (Hammer House of Mystery and Suspense) : Selena Frankham (saison 1, épisode 2)
- 1988 : La Noble maison (en) (Noble House) : Casey Tcholok (mini-série)
- 1989 : La Cinquième Dimension (The Twilight Zone) : Sharon Miles (saison 3, épisode 19)
- 1989 : Un privé nommé Stryker (B.L. Stryker) : Carolann (saison 1, épisode 2)
- 1996-2005 : Sept à la maison (7th Heaven) : Julie Camden Hasting (18 épisodes)
- 2006 : New York, unité spéciale : Maia Graves (saison 8, épisode 2)
- 2008 : Urgences (ER) : Nicole (saison 14, épisode 13)
- 2008-2010 : La Vie secrète d'une ado ordinaire : Docteur Hightower (saison 1, épisode 3 et 5 et saison 3, épisode 1)

##### Téléfilms
- 1973 : Of Men and Women de Robert Day, Roger Duchowny et Lee Philips : ? (segment Margie Passes)
- 1976 : Cauchemar au pénitencier (en) (Nightmare in Badham County) de John Llewellyn Moxey : Cathy Phillips
- 1978 : Ski Lift to Death de William Wiard : Lee Larson
- 1978 : How to Pick Up Girls! (en) de Mick Jackson et Bill Persky : Cynthia Miller
- 1979 : Willa de Joan Darling et Claudio Guzmán : Willa Barnes
- 1979 : Angoisses (Mind Over Murder) de Ivan Nagy : Suzy
- 1980 : Haywire (en) de Michael Tuchner : Brooke Hayward
- 1980 : For the Love of It de Hal Kanter : Barbara
- 1981 : Les Gorges du Diable (en) (Killing at Hell's Gate) de Jerry Jameson : Anna Medley
- 1982 : For Lovers Only de Claudio Guzmán : Lilah Ward
- 1983 : Au bout du chemin (Running Out) de Robert Day : Elizabeth St. Claire
- 1983 : Meurtre au champagne (Sparkling Cyanide) de Robert Michael Lewis : Iris Murdoch
- 1984 : Deux garçons et une fille (Threesome) de Lou Antonio : Barbara Jones
- 1985 : Nuits secrètes II (Lace II) de William Hale : Judy 'Jude' Hale
- 1990 : Le Complot du renard (Night of the Fox) de Charles Jarrott : Sara Drayton
- 1992 : Les Routes de la liberté (The Sands of Time) de Gary Nelson : Sœur Megan
- 1994 : A Perry Mason Mystery: The Case of the Grimacing Governor de Max Tash : Emily Allison
- 1996 : Une erreur de jeunesse (Home Song) de Nancy Malone : Monica Arins
- 2003 : Le prix d'une vie (Book of Days) de Harry Ambrose : Amélia Hartland

### Productrice

#### Cinéma
- 1995 : Aesop's Fables
- 1997 : Oscar Wilde (Wilde) de Brian Gilbert
- 1997 : Fifty Poems of Emily Dickinson

#### Télévision
- 1988 : Mission danger à Bucarest (en) (mini-série)
- 1996 : Une erreur de jeunesse (Home Song) de Nancy Malone (téléfilm)
- 1997 : Délit d'abandon (Unwed Father) de Michael Switzer (téléfilm)
- 1998 : Futuresport de Ernest R. Dickerson (téléfilm)
- 1998 : Family Blessings de elle-même et Nina Foch (téléfilm)

### Réalisatrice
- 1996 : Family Blessings et Nina Foch (téléfilm)
- 2003-2004 : Sept à la maison (7th Heaven) (saison 8, épisode 5 et 16)

### Scénariste
- 1993 : Morning Glory (en) de Steven Hilliard Stern

## Nominations et récompenses
- 1981 : Nomination dans la catégorie Meilleure actrice dans un film dramatique aux Golden Globes pour "Touched By Love"
- 1981 : Nomination dans la catégorie Pire actrice aux Razzie Awards pour "Touched By Love"

## Édition
Deborah Raffin a copublié avec Michael Viner des livres audio.